# Margaret McDermott Bridge
Die Margaret McDermott Bridge ist eine Autobahnbrücke mit seitlich angefügten Brücken für Fahrradwege, die in Dallas, Texas den Trinity River überquert. Die Autobahnbrücke ist seit 2013 in Betrieb, während an den Bogenbrücken Baumängel auftraten, ihre Eröffnung erfolgte erst Mitte 2021.

## Geschichte
Die Margaret McDermott Bridge ist das Wahrzeichen der beinahe 800 Mio. US-Dollar teuren Sanierung, des Autobahnkreuzes in Dallas, das die Interstate 30 mit der Interstate 35 verbindet. Wegen der Form des Autobahnkreuzes, die an zwei übereinanderliegende Hufeisen erinnert, wurde sie als The Horseshoe Project bezeichnet, das Autobahnkreuz selbst ist unter der Bezeichnung Mixmaster bekannt. Weiter sollte die dem Hochwasserschutz dienenden Überschwemmungsgebiete entlang des Flusses mit dem Trinity River Corridor Project zu einem Naherholungsgebiet aufgewertet werden. Zur besseren Erschließung des Parks und der Stadtteile beidseits des Flusses wurde mit der Brücke auch eine Verbindung für den Langsamverkehr geschaffen, indem beidseitig schlanke Bogenbrücken für Fuß- und Radwege angefügt wurden.
Die als konventionelle Plattenbrücke erbaute Interstatebrücke ist in Betrieb, während die vom Stararchitekten Santiago Calatrava gestalteten Fuß- und Radwegbrücken erst Mitte 2021 in Betrieb ging. Nachdem 2015 die Stahlbögen errichtet worden waren, stellte sich Anfang 2016 heraus, dass die Aufhängung der Brückendecks an den Bögen den Windlasten nicht standhalten konnte, sodass Teile der Konstruktion gebrochen sind. Es wurde deshalb beschlossen, die Stahlseile, welche das Brückendeck tragen, auszutauschen, bevor die Brücken in Betrieb gehen können.